# 安樂死教會
安樂死教會（Church of Euthanasia）是由克里斯·科達在美國馬薩諸塞州地區波士頓創設之政治組織。

## 組織
根據教會的網站，它是一個非營利性的教育机构，致力於恢復地球上的人類和其餘物種之間的平衡。教會使用說教、音樂、文化、宣傳噱頭，直接行動來突顯地球上的人口問題。
安樂死教會核心教义为不再生育，四大主张是堕胎、避孕、吃素、自杀，鼓励自杀但并不强制。